# Samuel Reshevsky
Samuel Herman Reshevsky (26 de novembre de 1911, Ozorków, llavors Imperi Rus, actualment Polònia - 4 d'abril de 1992, Nova York, Estats Units), fou un jugador d'escacs, que ostentà el títol de Gran Mestre; va ser un dels millors jugadors del món en el període entre la II Guerra Mundial i els anys 1970, i va guanyar vuit cops el Campionat dels Estats Units, una fita no superada per ningú i només igualada per Bobby Fischer.

## Biografia i resultats destacats en competició
Va aprendre a jugar a l'edat de 4 anys i va ser un nen prodigi dels escacs. A l'edat de 8 anys ja derrotava experimentats jugadors de més edat en exhibicions simultànies.
En la dècada de 1920 els seus pares es van traslladar als Estats Units on es van guanyar la vida amb el talent del seu fill. Reshevsky, de gran, es va graduar a la Universitat de Chicago el 1933 en comptabilitat, i va treballar com a comptable.
Reshevsky va guanyar els campionats dels Estats Units el 1936, 1938, 1940, 1942, 1946, 1969 i 1970. El 1934 va guanyar el torneig de Syracuse, amb 12/14 punts, per davant d'Isaac Kashdan. La seva carrera internacional va començar el 1935 a Margate, on va aconseguir el primer lloc derrotant entre d'altres en Capablanca. Un any més tard va compartir el tercer lloc a Nottingham. El 1937 va compartir el primer lloc al torneig de Kemeri, Letònia, i el 1938 va compartir el quart lloc al torneig AVRO. Va vèncer a Hollywood el 1945, 1r Campionat Panamericà d'escacs, per davant de Reuben Fine i Herman Pilnik. El 1945 va jugar al segon tauler en el matx per ràdio per equips entre els Estats Units i l'URSS, perdent les seves dues partides contra Vassili Smislov.
Va ser un dels 5 Grans Mestres que van competir pel Campionat del Món en el matx-torneig de 1948 i va acabar empatat en el tercer lloc amb Paul Keres. Després va empatar als llocs 2n-4t en el torneig de candidats de Zuric el 1953 (el campió fou Vassili Smislov). També es va classificar per al Cicle de candidats a l'Interzonal de Sousse (on hi empatà als llocs 6è-8è amb Vlastimil Hort i Leonid Stein, als quals va superar en un playoff a Los Angeles), però va perdre en els quarts de final contra Víktor Kortxnoi el 1968.
El 1957 empatà al primer lloc, amb Svetozar Gligoric, al fort Torneig de Dallas.
El 1970 empatà al cinquè lloc (amb Najdorf i Gheorghiu al fort torneig de Buenos Aires (el campió fou Bobby Fischer).
Va participar regularment amb la selecció estatunidenca a les Olimpíades d'escacs. Va guanyar l'or el 1937 i el bronze el 1974 i l'or individual el 1950. En total va participar en 8 olimpíades.